# Бурмистров, Сергей Фролович
Сергей Фролович Бурмистров (1909—1997) — начальник станции Мурманск Кировской железной дороги (Мурманская область).

## Биография
Родился 25 августа 1909 года в деревне Утриково (ныне Спас-Деменский район, Калужская область) в крестьянской семье. Русский. Окончив 7 классов, уехал в город Балашиху, где трудился на восстановлении фабрику, затем работал в Москве.
В 1927 году перебрался в город Мурманск, где старший брат работал машинистом паровоза. Устроился сначала чистильщиком паровозных котлов в Мурманском депо. Затем полтора года проработал кондуктором, окончил курсы дежурных по станции, курсы диспетчеров в Ленинграде. Вернувшись в Мурманск, работал в должности манёврового диспетчера, затем — заместителя начальника станции. В 1937 году был избран председателем местного комитета профсоюзов. В 1938 году вступил в ВКП(б).
В годы Великой Отечественной войны железнодорожный узел Мурманска всегда оставался районом повышенной опасности. Под бомбами противника железнодорожники обеспечивали бесперебойную работу станции, через которую шли грузы от союзников. С 1941 по 1944 годы С. Ф. Бурмистров был секретарём партийного бюро станции. В январе 1944 года был назначен начальником станции и проработал в этой должности в течение 25 лет.
Бурмистрову выпало руководить станцией Мурманск в суровое военное время, а также в годы послевоенного восстановления. Руководимый им коллектив проявлял подлинный героизм, делал всё необходимое для своевременного вывоза воинских и народно хозяйственных грузов из Мурманского торгового порта. За заслуги перед отечеством коллективу станции было присуждено и вручено на вечное хранение Красное знамя Наркомата путей сообщения и ЦК профсоюза.
После войны на его плечи легла работа по организации восстановления разрушенного войной и реконструкции станционного хозяйства. На станции была проведена реконструкция, техническое перевооружение транспортных средств, были внедрены передовые технологии. По согласованию портом, был изменен график подачи железнодорожных составов — вагоны сразу же шли в порт, и по мере погрузки и выгрузки забирались железнодорожниками. Была улучшена производительность маневровых локомотивов, ликвидированы простои грузчиков в рыбном порту. Одним тепловозом вместо двух, как было раньше, вывозили 250 вагонов. По этому и план погрузки выполнили раньше и 50 тысяч тонн дали к концу года сверх плана.
Указом Президиума Верховного Совета СССР от 1 августа 1959 года за выдающиеся успехи, достигнутые в развитии железнодорожного транспорта Бурмистрову Сергею Фроловичу присвоено звание Героя Социалистического Труда с вручением ордена Ленина и Золотой медали «Серп и молот».
За длительный период работы С. Ф. Бурмистров досконально изучил организацию эксплуатационной и пассажирской работы. Умный и энергичный руководитель, он провел большие работы по развитию станционных путей, механизации погрузочно-разгрузочных работ. При нём были построены и введены в эксплуатацию новые товарный двор и вокзал, установлена электрическая сигнализация стрелок и сигналов. Не считаясь со временем, он много энергии и труда вложил в развитие технической базы, постоянно осуществляя контроль над производством строительных работ. Руководил станцией до 1969 года.
Жил в городе-герое Мурманске. В течение 20 лет избирался депутатом Мурманского городского Совета. Неоднократно избирался членом городских и районных комитетов КПСС. В 1974 году присвоено звание «Почётный гражданин города Мурманска».
Сергей Фролович Бурмистров умер в 2 марта 1997 года. Похоронен в городе Твери.
Награждён двумя орденами Ленина, орденами Трудового Красного Знамени, Красной Звезды, «Знак Почета», медалями; знаком «Почетный железнодорожник».